# Paul Dumarest
Pour les articles homonymes, voir Dumarest.
Paul Benoît Louis Dumarest, né le 11 juillet 1833 à Trévoux et mort, en fonction, le 8 janvier 1882 à Nîmes, fut tout d'abord un avocat. Par conviction républicaine, il devint journaliste sous le Second Empire. À la suite de la proclamation de la Troisième République, il fut sollicité pour devenir préfet. Un temps révoqué par le parti de l'Ordre moral, il revint dans cette fonction en 1876. Il fut un préfet réputé pour son anticléricalisme.

## Biographie
Son père, « magistrat honorable et capable » est issu d'une vieille famille de notables de Saint-Étienne. C'est une famille de catholiques pratiquants. Son père fut maire de Trévoux durant la monarchie de juillet. Sa famille maternelle, originaire de Sarlat en Dordogne s'était installée à Haguenau en Alsace. 
Après des études à l'école chrétienne des Frères à Trévoux, puis au lycée de Saint-Étienne, il continue des études de droit à Paris et est licencié en droit en 1855. Avocat au barreau de Saint-Étienne la même année 1855, puis à celui de Lyon en 1858, il fonde dans cette dernière ville un journal d'opposition en 1869. Ses convictions sont républicaines et anti-cléricalistes. Poursuivi et condamné, le journal doit cesser sa parution. Paul Dumarest décide alors de poursuivre comme journaliste pour un journal de Montpellier, en restant toujours très critique sur le régime du Second Empire.
À la suite de l'instauration de la Troisième République, il est nommé préfet de 2e classe de l'Isère en 1870, par la délégation de Tours du gouvernement de Défense nationale et son ministre de l'intérieur Léon Gambetta. Il réclame, sans succès, que les séminaristes, religieux, prêtres et autres « diseur d'oremus » soient incorporés dans la garde nationale. Le 25 avril 1871, il est appelé à la préfecture du Jura par le gouvernement d'Adolphe Thiers et le ministre Ernest Picard, mais il est révoqué par le gouvernement, un mois plus tard, en mai 1871, sous la pression du parti de l'Ordre moral. Il redevient journaliste.
Nommé à nouveau préfet en 1876, préfet des Ardennes, dans une période d'incertitude politique avec, notamment, un bras de fer entre le président Mac Mahon et les républicains, il est présenté par les conservateurs comme un « ultra-radical », mais inaugure sa prise de fonction par un discours d'apaisement, sans doute sur consigne de son ministre de l'intérieur, Amable Ricard. 
Au paroxysme de la crise entre le parti de l'Ordre moral et les républicains, il est nommé préfet de Basses-Pyrénées le 16 mai 1877, par Jules Simon (qui doit quitter le ministère le lendemain). Mais il est révoqué trois jours plus tard, le 19 mai 1877 par le successeur de Jules Simon, Oscar Bardi de Fourtou, farouchement opposé aux républicains. Il se marie à Paris en juillet 1877.  
Les républicains l'emportent aux élections. Le ministre de l’intérieur Émile de Marcère rappelle Paul Dumarest dans la préfectorale le 18 décembre 1877, comme préfet du Finistère. Jules Grévy devient Président de la République française. Paul Dumarest exerce dans différents départements : nommé en Dordogne après le Finistère, le 15 mars 1879, il est finalement retenu comme préfet du Gard huit jours plus tard. Il se signale par des mesures anti-cléricalistes, en prétendant, en particulier, laïciser des écoles catholiques, dans le Finistère comme dans le Gard.
Il meurt à l'âge de 48 ans emporté d'une érysipèle de la face. Il est inhumé à Trévoux après des obsèques civiles. «Fidèle à ses convictions, le préfet du Gard est mort sans le secours d'aucune religion », écrit le journal local, le Petit Méridional, dans son édition du 11 janvier 1882.
Il est chevalier de la Légion d'honneur, brevet du 13 juillet 1880.

## Œuvres
- Le droit humain et le droit divin, ed. Impr. Veuve Chanoine, Lyon, 1867.

## Parcours
- Préfet de l'Isère (1870)
- Préfet du Jura le 25 avril 1871
- Préfet des Ardennes (1876-1877)
- Préfet des Pyrénées-Orientales (1877)
- Préfet du Finistère (1877-1879)
- Préfet de la Dordogne (1879)
- Préfet du Gard (1879-1882, décédé en fonctions)

### Sources
Classement par année de parution.
- Louis de Coulanges, Les préfets de la République, Éditions Édouard Dentu, 1872, 186 p..
- Rédaction du journal La Presse, « Paris », le quotidien français La Presse,‎ 6 avril 1876, p. 1 (lire en ligne).
- Rédaction du journal La Presse, « Paris », le quotidien français La Presse,‎ 12 avril 1876, p. 1 (lire en ligne).
- Rédaction du Gaulois, « Le mouvement préfectoral », le quotidien français Le Gaulois, no 3136,‎ 22 mai 1877, p. 2 (lire en ligne).
- Rédaction des Annales Catholiques, « Les Frères d'Alais », les Annales Catholiques, no 3136,‎ 22  1879.
- Ernest Glaeser, Biographie nationale des contemporains : rédigée par une Société de gens de lettres sous la direction de M. Ernest Glaeser, Glaeser et cie, 1878, 838 p. (lire en ligne), p. 210-211.
- Henri Dutrait-Crozon, Gambetta et la Défense Nationale, Nouvelles Éditions latines, 1934, 441 p. (ISBN 978-2-7233-0606-5, lire en ligne).
- Louis Capéran, Histoire contemporaine de la laïcité française, Librairie M. Rivière, 1957.
- Maurice Gontard, L’œuvre scolaire de la Troisième République : l'enseignement primaire en France de 1876 à 1914, Académie de Toulouse, 1976, 218 p., p. 238.
- Guy Laperrière, Les congrégations religieuses, de la France au Québec 1880-1914 : Premières bourrasques, vol. 1, Presses de l'Université Laval, 1976, 231 p. (ISBN 2-7637-7442-3, lire en ligne), p. 43.
- Vincent Wright, Éric Anceau (compléments), Sudhir Hazareesingh (compléments) et Jean-Pierre Machelon (préface), Les préfets de Gambetta, Presses de l'université Paris-Sorbonne, 2007, 482 p. (ISBN 978-2-84050-504-4, lire en ligne), « Dumarest Paul  Benoît Louis », p. 183-185.
- Marcel Decombis, La République concordataire et ses curés dans les Pyrénées-Orientales (1870-1905), Presses Universitaires de Perpignan, 2011 (ISBN 978-2-35412-129-7), p. 133.